# 12 Heures de Sebring 2022
Navigation
Édition précédente Édition suivante
Les 12 Heures de Sebring 2022 (2022 Mobil 1 12 Hours of Sebring presented by Advance Auto Parts), disputées du 16 mars 2022 au 19 mars 2022, ont été la 70e édition de l'épreuve et la deuxième manche du championnat WeatherTech SportsCar Championship 2022.

## Circuit

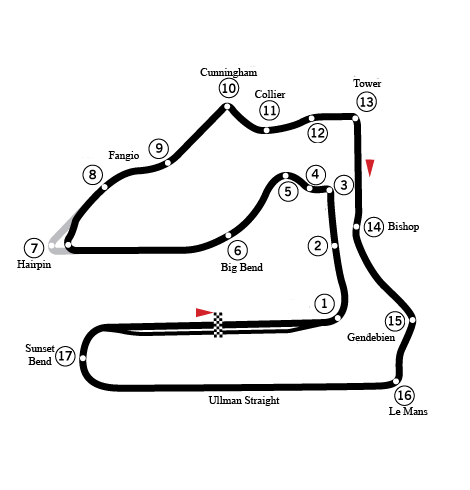
Le Sebring International Raceway, cadre des 12 Heures de Sebring 2022.

Les 12 Heures de Sebring 2022 se déroulent sur le Sebring International Raceway situé en Floride. Il est composé de deux longues lignes droites, séparées par des courbes rapides ainsi que quelques chicanes. Ce tracé a un grand passé historique car il est utilisé pour des courses automobiles depuis 1950. Ce circuit est célèbre car il a accueilli la Formule 1.

## Engagés
La liste officielle des engagés était composée de 53 voitures, dont 7 en DPi, 8 en LMP2, 10 en LMP3, 11 en GTD Pro et 17 GTD.

## Course

### Classements intermédiaires
| Pos. | Après la 1re heure | Après la 1re heure                                                                                         | Après 3 heures | Après 3 heures                                                                                             | Après 6 heures | Après 6 heures                                                               | Après 9 heures | Après 9 heures                                                                                             |
| Pos. | n°                 | Voiture / Pilotes                                                                                          | n°             | Voiture / Pilotes                                                                                          | n°             | Voiture / Pilotes                                                            | n°             | Voiture / Pilotes                                                                                          |
| ---- | ------------------ | --- | -------------- | --- | -------------- | ---------------------------------------------------------------------------- | -------------- | --- |
| 1    | 10                 | Konica Minolta Acura Acura ARX-05 (DPi) Albuquerque - Stevens - Taylor                                     | 31             | Whelen Racing Cadillac DPi-V.R (DPi) Conway - Derani - Nunez                                               | 31             | Whelen Racing Cadillac DPi-V.R (DPi) Conway - Derani - Nunez                 | 02             | Cadillac Racing Cadillac DPi-V.R (DPi) Bamber - Jani - Lynn                                                |
| 2    | 31                 | Whelen Racing Cadillac DPi-V.R (DPi) Conway - Derani - Nunez                                               | 60             | Meyer Shank Racing avec Curb Agajanian Performance Group Acura ARX-05 (DPi) Blomqvist - Jarvis - Vandoorne | 10             | Konica Minolta Acura Acura ARX-05 (DPi) Albuquerque - Stevens - Taylor       | 5              | JDC Miller Motorsports Cadillac DPi-V.R (DPi) Duval - Vautier - Westbrook                                  |
| 3    | 48                 | Ally Cadillac Racing Cadillac DPi-V.R (DPi) Kobayashi - López - Rockenfeller                               | 10             | Konica Minolta Acura Acura ARX-05 (DPi) Albuquerque - Stevens - Taylor                                     | 48             | Ally Cadillac Racing Cadillac DPi-V.R (DPi) Kobayashi - López - Rockenfeller | 60             | Meyer Shank Racing avec Curb Agajanian Performance Group Acura ARX-05 (DPi) Blomqvist - Jarvis - Vandoorne |
| 4    | 60                 | Meyer Shank Racing avec Curb Agajanian Performance Group Acura ARX-05 (DPi) Blomqvist - Jarvis - Vandoorne | 5              | JDC Miller Motorsports Cadillac DPi-V.R (DPi) Duval - Vautier - Westbrook                                  | 02             | Cadillac Racing Cadillac DPi-V.R (DPi) Bamber - Jani - Lynn                  | 31             | Whelen Racing Cadillac DPi-V.R (DPi) Conway - Derani - Nunez                                               |
| 5    | 02                 | Cadillac Racing Cadillac DPi-V.R (DPi) Bamber - Jani - Lynn                                                | 02             | Cadillac Racing Cadillac DPi-V.R (DPi) Bamber - Jani - Lynn                                                | 5              | JDC Miller Motorsports Cadillac DPi-V.R (DPi) Duval - Vautier - Westbrook    | 48             | Ally Cadillac Racing Cadillac DPi-V.R (DPi) Kobayashi - López - Rockenfeller                               |

### Classement de la course
Voici le classement provisoire au terme de la course.
- Les vainqueurs de chaque catégorie sont signalés par un fond jauni.
- Pour la colonne Pneus, il faut passer le curseur au-dessus du modèle pour connaître le manufacturier de pneumatiques.

| Pos     | Classe  | no | Écurie                                 | Pilotes                                                  | Châssis                                 | Pneus | Tours | Temps                                 |
| ------- | ------- | -- | -------------------------------------- | -------------------------------------------------------- | --------------------------------------- | ----- | ----- | ------------------------------------- |
| Pos     | Classe  | no | Écurie                                 | Pilotes                                                  | Moteur                                  | Pneus | Tours | Temps                                 |
| 1       | DPi     | 02 | Cadillac Racing                        | Earl Bamber Neel Jani Alex Lynn                          | Cadillac DPi-V.R                        | M     | 351   | 12 h 01 min 46 s 148                  |
| 1       | DPi     | 02 | Cadillac Racing                        | Earl Bamber Neel Jani Alex Lynn                          | Cadillac 5,5 L V8 Atmo                  | M     | 351   | 12 h 01 min 46 s 148                  |
| 2       | DPi     | 5  | JDC Miller Motorsports                 | Loïc Duval Tristan Vautier Richard Westbrook             | Cadillac DPi-V.R                        | M     | 351   | + 6 s 471                             |
| 2       | DPi     | 5  | JDC Miller Motorsports                 | Loïc Duval Tristan Vautier Richard Westbrook             | Cadillac 5,5 L V8 Atmo                  | M     | 351   | + 6 s 471                             |
| 3       | DPi     | 31 | Whelen Engineering Racing              | Mike Conway Pipo Derani Tristan Nunez                    | Cadillac DPi-V.R                        | M     | 351   | + 14 s 616                            |
| 3       | DPi     | 31 | Whelen Engineering Racing              | Mike Conway Pipo Derani Tristan Nunez                    | Cadillac 5,5 L V8 Atmo                  | M     | 351   | + 14 s 616                            |
| 4       | DPi     | 10 | Konica Minolta Acura                   | Filipe Albuquerque Will Stevens Ricky Taylor             | Acura ARX-05                            | M     | 351   | + 26 s 958                            |
| 4       | DPi     | 10 | Konica Minolta Acura                   | Filipe Albuquerque Will Stevens Ricky Taylor             | Acura AR35TT 3,5 L V6 Turbo             | M     | 351   | + 26 s 958                            |
| 5       | DPi     | 60 | Meyer Shank Racing avec Curb Agajanian | Tom Blomqvist Oliver Jarvis Stoffel Vandoorne            | Acura ARX-05                            | M     | 351   | + 27 s 621                            |
| 5       | DPi     | 60 | Meyer Shank Racing avec Curb Agajanian | Tom Blomqvist Oliver Jarvis Stoffel Vandoorne            | Acura AR35TT 3,5 L V6 Turbo             | M     | 351   | + 27 s 621                            |
| 6       | DPi     | 48 | Ally Cadillac Racing                   | Kamui Kobayashi José María López Mike Rockenfeller       | Cadillac DPi-V.R                        | M     | 346   | + 5 Tours                             |
| 6       | DPi     | 48 | Ally Cadillac Racing                   | Kamui Kobayashi José María López Mike Rockenfeller       | Cadillac 5,5 L V8 Atmo                  | M     | 346   | + 5 Tours                             |
| 7       | LMP2    | 52 | PR1/Mathiasen Motorsports              | Scott Huffaker Mikkel Jensen Ben Keating                 | Oreca 07                                | M     | 345   | + 6 Tours                             |
| 7       | LMP2    | 52 | PR1/Mathiasen Motorsports              | Scott Huffaker Mikkel Jensen Ben Keating                 | Gibson GK428 4,2 L V8 Atmo              | M     | 345   | + 6 Tours                             |
| 8       | LMP2    | 29 | Racing Team Nederland                  | Frits van Eerd Giedo van der Garde Dylan Murry           | Oreca 07                                | M     | 344   | + 7 Tours                             |
| 8       | LMP2    | 29 | Racing Team Nederland                  | Frits van Eerd Giedo van der Garde Dylan Murry           | Gibson GK428 4,2 L V8 Atmo              | M     | 344   | + 7 Tours                             |
| 9       | LMP2    | 18 | Era Motorsport                         | Ryan Dalziel Dwight Merriman Kyle Tilley                 | Oreca 07                                | M     | 344   | + 7 Tours                             |
| 9       | LMP2    | 18 | Era Motorsport                         | Ryan Dalziel Dwight Merriman Kyle Tilley                 | Gibson GK428 4,2 L V8 Atmo              | M     | 344   | + 7 Tours                             |
| 10      | LMP2    | 11 | PR1/Mathiasen Motorsports              | Jonathan Bomarito Josh Pierson Steven Thomas             | Oreca 07                                | M     | 343   | + 8 Tours                             |
| 10      | LMP2    | 11 | PR1/Mathiasen Motorsports              | Jonathan Bomarito Josh Pierson Steven Thomas             | Gibson GK428 4,2 L V8 Atmo              | M     | 343   | + 8 Tours                             |
| 11      | LMP2    | 22 | United Autosports                      | James McGuire Guy Smith Duncan Tappy                     | Oreca 07                                | M     | 342   | + 9 Tours                             |
| 11      | LMP2    | 22 | United Autosports                      | James McGuire Guy Smith Duncan Tappy                     | Gibson GK428 4,2 L V8 Atmo              | M     | 342   | + 9 Tours                             |
| 12      | LMP2    | 20 | High Class Racing                      | Dennis Andersen Anders Fjordbach Fabio Scherer           | Oreca 07                                | M     | 340   | + 11 Tours                            |
| 12      | LMP2    | 20 | High Class Racing                      | Dennis Andersen Anders Fjordbach Fabio Scherer           | Gibson GK428 4,2 L V8 Atmo              | M     | 340   | + 11 Tours                            |
| 13      | LMP3    | 33 | Sean Creech Motorsport                 | João Barbosa Malthe Jakobsen Lance Willsey               | Ligier JS P320                          | M     | 331   | + 20 Tours                            |
| 13      | LMP3    | 33 | Sean Creech Motorsport                 | João Barbosa Malthe Jakobsen Lance Willsey               | Nissan VK56DE 5,6 L V8 Atmo             | M     | 331   | + 20 Tours                            |
| 14      | LMP3    | 30 | Jr III Racing                          | Ari Balogh Dakota Dickerson Garett Grist                 | Ligier JS P320                          | M     | 331   | + 20 Tours                            |
| 14      | LMP3    | 30 | Jr III Racing                          | Ari Balogh Dakota Dickerson Garett Grist                 | Nissan VK56DE 5,6 L V8 Atmo             | M     | 331   | + 20 Tours                            |
| 15      | LMP3    | 38 | Performance Tech Motorsports           | Dan Goldburg Rasmus Lindh (en) Cameron Shields (en)      | Ligier JS P320                          | M     | 323   | + 28 Tours                            |
| 15      | LMP3    | 38 | Performance Tech Motorsports           | Dan Goldburg Rasmus Lindh (en) Cameron Shields (en)      | Nissan VK56DE 5,6 L V8 Atmo             | M     | 323   | + 28 Tours                            |
| 16      | GTD Pro | 3  | Corvette Racing                        | Nicky Catsburg Antonio García Jordan Taylor              | Chevrolet Corvette C8.R GTD             | M     | 323   | + 28 Tours                            |
| 16      | GTD Pro | 3  | Corvette Racing                        | Nicky Catsburg Antonio García Jordan Taylor              | Chevrolet 5,5 L V8 Atmo                 | M     | 323   | + 28 Tours                            |
| 17      | GTD Pro | 63 | TR3 Racing                             | Mirko Bortolotti Andrea Caldarelli Marco Mapelli (en)    | Lamborghini Huracán GT3 Evo             | M     | 323   | + 28 Tours                            |
| 17      | GTD Pro | 63 | TR3 Racing                             | Mirko Bortolotti Andrea Caldarelli Marco Mapelli (en)    | Lamborghini 5,2 L V10 Atmo              | M     | 323   | + 28 Tours                            |
| 18      | GTD Pro | 97 | WeatherTech Racing                     | Maro Engel Jules Gounon Cooper MacNeil                   | Mercedes-AMG GT3 Evo                    | M     | 322   | + 29 Tours                            |
| 18      | GTD Pro | 97 | WeatherTech Racing                     | Maro Engel Jules Gounon Cooper MacNeil                   | Mercedes-Benz M159 6,2 L V8 Atmo        | M     | 322   | + 29 Tours                            |
| 19      | GTD Pro | 24 | BMW Team RLL                           | Philipp Eng Marco Wittmann Nick Yelloly                  | BMW M4 GT3                              | M     | 322   | + 29 Tours                            |
| 19      | GTD Pro | 24 | BMW Team RLL                           | Philipp Eng Marco Wittmann Nick Yelloly                  | BMW S58B30T0 3,0 L i6 M TwinPower Turbo | M     | 322   | + 29 Tours                            |
| 20      | GTD Pro | 9  | Pfaff Motorsports                      | Matt Campbell Mathieu Jaminet Felipe Nasr                | Porsche 911 GT3 R                       | M     | 322   | + 29 Tours                            |
| 20      | GTD Pro | 9  | Pfaff Motorsports                      | Matt Campbell Mathieu Jaminet Felipe Nasr                | Porsche MA1.76/MDG.G 4,0 L Flat-6 Atmo  | M     | 322   | + 29 Tours                            |
| 21      | GTD Pro | 79 | WeatherTech Racing                     | Julien Andlauer Cooper MacNeil Alessio Picariello        | Porsche 911 GT3 R                       | M     | 322   | + 29 Tours                            |
| 21      | GTD Pro | 79 | WeatherTech Racing                     | Julien Andlauer Cooper MacNeil Alessio Picariello        | Porsche MA1.76/MDG.G 4,0 L Flat-6 Atmo  | M     | 322   | + 29 Tours                            |
| 22      | GTD     | 47 | Cetilar Racing                         | Antonio Fuoco Roberto Lacorte Giorgio Sernagiotto        | Ferrari 488 GT3 Evo 2020                | M     | 321   | + 30 Tours                            |
| 22      | GTD     | 47 | Cetilar Racing                         | Antonio Fuoco Roberto Lacorte Giorgio Sernagiotto        | Ferrari F154CB 3,9 L V8 Turbo           | M     | 321   | + 30 Tours                            |
| 23      | GTD     | 32 | Gilbert / Korthoff Motorsports         | Daniel Juncadella Stevan McAleer Mike Skeen (en)         | Mercedes-AMG GT3 Evo                    | M     | 321   | + 30 Tours                            |
| 23      | GTD     | 32 | Gilbert / Korthoff Motorsports         | Daniel Juncadella Stevan McAleer Mike Skeen (en)         | Mercedes-Benz M159 6,2 L V8 Atmo        | M     | 321   | + 30 Tours                            |
| 24      | GTD     | 21 | AF Corse                               | Luís Pérez Companc Simon Mann Toni Vilander              | Ferrari 488 GT3 Evo 2020                | M     | 321   | + 30 Tours                            |
| 24      | GTD     | 21 | AF Corse                               | Luís Pérez Companc Simon Mann Toni Vilander              | Ferrari F154CB 3,9 L V8 Turbo           | M     | 321   | + 30 Tours                            |
| 25      | GTD     | 96 | Turner Motorsport                      | Bill Auberlen Michael Dinan Robby Foley                  | BMW M4 GT3                              | M     | 321   | + 30 Tours                            |
| 25      | GTD     | 96 | Turner Motorsport                      | Bill Auberlen Michael Dinan Robby Foley                  | BMW S58B30T0 3,0 L i6 M TwinPower Turbo | M     | 321   | + 30 Tours                            |
| 26 Abd. | GTD Pro | 14 | Vasser-Sullivan Racing                 | Ben Barnicoat Jack Hawksworth Aaron Telitz               | Lexus RC F GT3                          | M     | 320   | Problème d'essence                    |
| 26 Abd. | GTD Pro | 14 | Vasser-Sullivan Racing                 | Ben Barnicoat Jack Hawksworth Aaron Telitz               | Toyota 2UR 5,0 L V8 Atmo                | M     | 320   | Problème d'essence                    |
| 27      | GTD Pro | 93 | WTR - Racers Edge Motorsports          | Ashton Harrison-Henry Kyle Marcelli (en) Tom Long        | Acura NSX GT3 Evo22                     | M     | 320   | + 31 Tours                            |
| 27      | GTD Pro | 93 | WTR - Racers Edge Motorsports          | Ashton Harrison-Henry Kyle Marcelli (en) Tom Long        | Acura 3,5 L V6 Turbo                    | M     | 320   | + 31 Tours                            |
| 28      | GTD     | 70 | Inception Racing                       | Brendan Iribe Ollie Millroy Jordan Pepper                | McLaren 720S GT3                        | M     | 320   | + 31 Tours                            |
| 28      | GTD     | 70 | Inception Racing                       | Brendan Iribe Ollie Millroy Jordan Pepper                | McLaren M840T 4,0 l V8 Bi-Turbo         | M     | 320   | + 31 Tours                            |
| 29      | GTD     | 44 | Magnus Racing                          | Andy Lally John Potter Spencer Pumpelly                  | Aston Martin Vantage AMR GT3            | M     | 319   | + 32 Tours                            |
| 29      | GTD     | 44 | Magnus Racing                          | Andy Lally John Potter Spencer Pumpelly                  | Aston Martin 4,0 L V8 Turbo             | M     | 319   | + 32 Tours                            |
| 30      | LMP3    | 13 | AWA                                    | Orey Fidani Lars Kern Kuno Wittmer (en)                  | Duqueine M30 - D08                      | M     | 319   | + 32 Tours                            |
| 30      | LMP3    | 13 | AWA                                    | Orey Fidani Lars Kern Kuno Wittmer (en)                  | Nissan VK56DE 5,6 L V8 Atmo             | M     | 319   | + 32 Tours                            |
| 31      | GTD Pro | 62 | Risi Competizione                      | Eddie Cheever III (en) Davide Rigon Daniel Serra         | Ferrari 488 GT3 Evo 2020                | M     | 318   | + 33 Tours                            |
| 31      | GTD Pro | 62 | Risi Competizione                      | Eddie Cheever III (en) Davide Rigon Daniel Serra         | Ferrari F154CB 3,9 L V8 Turbo           | M     | 318   | + 33 Tours                            |
| 32      | GTD     | 12 | Vasser-Sullivan Racing                 | Scott Andrews Richard Heistand (de) Frankie Montecalvo   | Lexus RC F GT3                          | M     | 318   | + 33 Tours                            |
| 32      | GTD     | 12 | Vasser-Sullivan Racing                 | Scott Andrews Richard Heistand (de) Frankie Montecalvo   | Toyota 2UR 5,0 L V8 Atmo                | M     | 318   | + 33 Tours                            |
| 33      | GTD     | 99 | Team Hardpoint                         | Rob Ferriol Katherine Legge Stefan Wilson                | Porsche 911 GT3 R                       | M     | 318   | + 33 Tours                            |
| 33      | GTD     | 99 | Team Hardpoint                         | Rob Ferriol Katherine Legge Stefan Wilson                | Porsche MA1.76/MDG.G 4,0 L Flat-6 Atmo  | M     | 318   | + 33 Tours                            |
| 34      | LMP3    | 54 | CORE Autosport                         | Jon Bennett (en) Colin Braun George Kurtz                | Ligier JS P320                          | M     | 308   | + 43 Tours                            |
| 34      | LMP3    | 54 | CORE Autosport                         | Jon Bennett (en) Colin Braun George Kurtz                | Nissan VK56DE 5,6 L V8 Atmo             | M     | 308   | + 43 Tours                            |
| 35      | DPi     | 01 | Cadillac Racing                        | Sébastien Bourdais Ryan Hunter-Reay Renger van der Zande | Cadillac DPi-V.R                        | M     | 307   | + 44 Tours                            |
| 35      | DPi     | 01 | Cadillac Racing                        | Sébastien Bourdais Ryan Hunter-Reay Renger van der Zande | Cadillac 5,5 L V8 Atmo                  | M     | 307   | + 44 Tours                            |
| 36      | GTD     | 28 | Alegra Motorsports                     | Maximilian Götz Daniel Morad Michael de Quesada          | Mercedes-AMG GT3 Evo                    | M     | 306   | + 45 Tours                            |
| 36      | GTD     | 28 | Alegra Motorsports                     | Maximilian Götz Daniel Morad Michael de Quesada          | Mercedes-Benz M159 6,2 L V8 Atmo        | M     | 306   | + 45 Tours                            |
| 37      | GTD     | 16 | Wright Motorsports                     | Ryan Hardwick Jan Heylen Zacharie Robichon               | Porsche 911 GT3 R                       | M     | 305   | + 46 Tours                            |
| 37      | GTD     | 16 | Wright Motorsports                     | Ryan Hardwick Jan Heylen Zacharie Robichon               | Porsche MA1.76/MDG.G 4,0 L Flat-6 Atmo  | M     | 305   | + 46 Tours                            |
| 38      | GTD     | 66 | Gradient Racing                        | Till Bechtolsheimer Mario Farnbacher Kyffin Simpson      | Acura NSX GT3 Evo22                     | M     | 305   | + 46 Tours                            |
| 38      | GTD     | 66 | Gradient Racing                        | Till Bechtolsheimer Mario Farnbacher Kyffin Simpson      | Acura 3,5 L V6 Turbo                    | M     | 305   | + 46 Tours                            |
| 39      | GTD     | 57 | Winward Racing                         | Marvin Dienst (en) Philip Ellis Russell Ward (en)        | Mercedes-AMG GT3 Evo                    | M     | 287   | + 64 Tours                            |
| 39      | GTD     | 57 | Winward Racing                         | Marvin Dienst (en) Philip Ellis Russell Ward (en)        | Mercedes-Benz M159 6,2 L V8 Atmo        | M     | 287   | + 64 Tours                            |
| 40      | GTD     | 39 | CarBahn avec Peregrine Racing          | Corey Lewis Robert Megennis Jeff Westphal                | Lamborghini Huracán GT3 Evo             | M     | 287   | + 64 Tours                            |
| 40      | GTD     | 39 | CarBahn avec Peregrine Racing          | Corey Lewis Robert Megennis Jeff Westphal                | Lamborghini 5,2 L V10 Atmo              | M     | 287   | + 64 Tours                            |
| 41 Abd. | GTD     | 59 | Crucial Motorsports                    | Patrick Gallagher (en) Paul Holton Jon Miller            | McLaren 720S GT3                        | M     | 276   | Problème mécanique                    |
| 41 Abd. | GTD     | 59 | Crucial Motorsports                    | Patrick Gallagher (en) Paul Holton Jon Miller            | McLaren M840T 4,0 l V8 Bi-Turbo         | M     | 276   | Problème mécanique                    |
| 42      | LMP3    | 40 | FastMD Racing                          | Todd Archer Max Hanratty James Vance                     | Duqueine M30 - D08                      | M     | 262   | + 89 Tours                            |
| 42      | LMP3    | 40 | FastMD Racing                          | Todd Archer Max Hanratty James Vance                     | Nissan VK56DE 5,6 L V8 Atmo             | M     | 262   | + 89 Tours                            |
| 43      | GTD     | 27 | Heart of Racing Team                   | Roman De Angelis (en) Tom Gamble Ian James               | Aston Martin Vantage AMR GT3            | M     | 256   | + 95 Tours                            |
| 43      | GTD     | 27 | Heart of Racing Team                   | Roman De Angelis (en) Tom Gamble Ian James               | Aston Martin 4,0 L V8 Turbo             | M     | 256   | + 95 Tours                            |
| 44      | GTD     | 1  | Paul Miller Racing                     | Erik Johansson Bryan Sellers Madison Snow                | BMW M4 GT3                              | M     | 256   | + 95 Tours                            |
| 44      | GTD     | 1  | Paul Miller Racing                     | Erik Johansson Bryan Sellers Madison Snow                | BMW S58B30T0 3,0 L i6 M TwinPower Turbo | M     | 256   | + 95 Tours                            |
| 45      | GTD Pro | 25 | BMW Team RLL                           | Connor De Phillippi John Edwards Augusto Farfus          | BMW M4 GT3                              | M     | 246   | + 105 Tours                           |
| 45      | GTD Pro | 25 | BMW Team RLL                           | Connor De Phillippi John Edwards Augusto Farfus          | BMW S58B30T0 3,0 L i6 M TwinPower Turbo | M     | 246   | + 105 Tours                           |
| 46 Abd. | LMP3    | 74 | Riley Motorsports                      | Kay van Berlo Felipe Fraga Gar Robinson                  | Ligier JS P320                          | M     | 232   | Radiator endommagé                    |
| 46 Abd. | LMP3    | 74 | Riley Motorsports                      | Kay van Berlo Felipe Fraga Gar Robinson                  | Nissan VK56DE 5,6 L V8 Atmo             | M     | 232   | Radiator endommagé                    |
| 47 Abd. | GTD Pro | 23 | Heart of Racing Team                   | Ross Gunn Maxime Martin Alex Riberas                     | Aston Martin Vantage AMR GT3            | M     | 230   | Problème de freins                    |
| 47 Abd. | GTD Pro | 23 | Heart of Racing Team                   | Ross Gunn Maxime Martin Alex Riberas                     | Aston Martin 4,0 L V8 Turbo             | M     | 230   | Problème de freins                    |
| 48 Abd. | LMP2    | 8  | Tower Motorsport                       | Rui Andrade Louis Delétraz John Farano                   | Oreca 07                                | M     | 220   | Endommagement à la suite d'un contact |
| 48 Abd. | LMP2    | 8  | Tower Motorsport                       | Rui Andrade Louis Delétraz John Farano                   | Gibson GK428 4,2 L V8 Atmo              | M     | 220   | Endommagement à la suite d'un contact |
| 49 Abd. | LMP3    | 7  | Forty7 Motorsports                     | Matthew Bell Mark Kvamme Anthony Mantella                | Duqueine M30 - D08                      | M     | 204   | Problème mécanique                    |
| 49 Abd. | LMP3    | 7  | Forty7 Motorsports                     | Matthew Bell Mark Kvamme Anthony Mantella                | Nissan VK56DE 5,6 L V8 Atmo             | M     | 204   | Problème mécanique                    |
| 50 Abd. | LMP3    | 6  | Mühlner Motorsports America            | Harry Gottsacker Alec Udell (en) Ugo de Wilde            | Duqueine M30 - D08                      | M     | 128   | Accident                              |
| 50 Abd. | LMP3    | 6  | Mühlner Motorsports America            | Harry Gottsacker Alec Udell (en) Ugo de Wilde            | Nissan VK56DE 5,6 L V8 Atmo             | M     | 128   | Accident                              |
| 51 Abd. | GTD     | 42 | NTe Sport/SSR                          | Jaden Conwright Mateo Llarena Don Yount                  | Lamborghini Huracán GT3 Evo             | M     | 105   | Endommagement à la suite d'un contact |
| 51 Abd. | GTD     | 42 | NTe Sport/SSR                          | Jaden Conwright Mateo Llarena Don Yount                  | Lamborghini 5,2 L V10 Atmo              | M     | 105   | Endommagement à la suite d'un contact |
| 52 Abd. | LMP2    | 81 | DragonSpeed USA                        | Henrik Hedman Juan Pablo Montoya Sebastián Montoya       | Oreca 07                                | M     | 83    | Accident                              |
| 52 Abd. | LMP2    | 81 | DragonSpeed USA                        | Henrik Hedman Juan Pablo Montoya Sebastián Montoya       | Gibson GK428 4,2 L V8 Atmo              | M     | 83    | Accident                              |
| 53 Abd. | LMP3    | 36 | Andretti Autosport                     | Jarett Andretti (en) Josh Burdon (en) Gabby Chaves       | Ligier JS P320                          | M     | 1     | Moteur                                |
| 53 Abd. | LMP3    | 36 | Andretti Autosport                     | Jarett Andretti (en) Josh Burdon (en) Gabby Chaves       | Nissan VK56DE 5,6 L V8 Atmo             | M     | 1     | Moteur                                |

## Pole position et record du tour
- Pole position :  Sébastien Bourdais (#01 Cadillac Racing) en 1 min 45 s 166
- Meilleur tour en course :  Mike Conway (#31 Whelen Engineering Racing) en 1 min 47 s 018

## Tours en tête
- no 31 Cadillac DPi-V.R - Whelen Engineering Racing : 127 tours (1-25 / 35-65 / 84-127 / 134-149 / 162-176)[7]
- no 10 Acura ARX-05 - Konica Minolta Acura : 64 tours (22-34 / 132-133 / 152-153 / 177-223)
- no 48 Cadillac DPi-V.R - Ally Cadillac : 34 tours (66-83 / 128-129 / 226-231 / 245-252)
- no 5 Cadillac DPi-V.R - JDC Miller Motorsports : 27 tours (130-131 / 156-161 / 224-225 / 244 / 266 / 288 / 312-325)
- no 02 Cadillac DPi-V.R - Cadillac Racing : 97 tours (150-151 / 232-243 / 253-265 / 267-287 / 289-311 / 326-351)
- no 60 Acura ARX-05 - Meyer Shank Racing : 2 tours (154-155)

## À noter
- Longueur du circuit : 3,74 miles (6,018 km)
- Distance parcourue par les vainqueurs : 1 312,74 miles (2 112,32 km)